# Walerian Gwilia
Walerian Gwilia (gruz. ვალერიან გვილია, ukr. Валеріане Ярославович Гвілія, Wałeriane Jarosławowycz Hwilija; ur. 24 maja 1994 w Zugdidi) – gruziński piłkarz, występujący na pozycji pomocnika.

## Kariera klubowa
Wychowanek klubu Metalist Charków, barw którego bronił w juniorskich mistrzostwach Ukrainy (DJuFL). 12 września 2013 rozpoczął karierę piłkarską w drużynie młodzieżowej Metałurha Zaporoże. 26 lipca 2014 zadebiutował w składzie pierwszej drużyny Metałurha. W końcu listopada 2015 opuścił zaporoski klub. W 2016 najpierw grał w FK Mińsk, a następnie trafił do BATE Borysów. 
30 stycznia 2018 przeszedł do FC Luzern. 12 stycznia 2019 został wypożyczony do Górnika Zabrze. 12 czerwca 2019 został graczem Legii Warszawa, z którą podpisał dwuletni kontrakt z opcją przedłużenia. 1 lipca 2021 roku zawodnik odszedł z Legii Warszawa.
31 sierpnia 2021 roku został zawodnikiem wicemistrza Polski Rakowa Częstochowa. 30 stycznia 2023 roku, nie występując w klubie od końca sierpnia 2022 roku, rozwiązał kontrakt za porozumieniem.
Pozostawał bez klubu do 7 marca 2024, kiedy to dołączył do Piasta Gliwice (umowa do końca sezonu), prowadzonego przez jego byłego trenera z czasów Legii Aleksandara Vukovicia. Zadebiutował jako zmiennik w przegranym 1:3 wyjazdowym meczu z Legią Warszawa 17 marca. Potem wystąpił w klubie jeszcze raz. Odszedł 31 maja 2024 po wygaśnięciu kontraktu.

## Kariera reprezentacyjna
W 2015 roku był powoływany do reprezentacji Ukrainy U-21. W 2016 roku przywrócił obywatelstwo Gruzji i rozpoczął występy w kadrze Gruzji U-21. 6 października 2016 zadebiutował w seniorskiej reprezentacji Gruzji w przegranym 0:1 meczu eliminacji Mistrzostw Świata 2018 przeciwko Irlandii.

## Życie prywatne
Podczas pobytu na Ukrainie uzyskał obywatelstwo tego kraju. Na początku 2016 roku przywrócił obywatelstwo Gruzji.

## Sukcesy
BATE Borysów
- Mistrzostwo Białorusi: 2016, 2017
- Superpuchar Białorusi: 2017

Legia Warszawa
- Mistrzostwo Polski: 2019/20, 2020/21

Raków Częstochowa
- Mistrzostwo Polski: 2022/2023[11]

- Puchar Polski: 2021/2022